# カレン・ダイアン・ボールドウィン
カレン・ダイアン・ボールドウィン（Karen Dianne Baldwin、1963年9月6日 - ）は、カナダの女優・テレビ司会者。1982年、第31回ミス・ユニバース世界大会（ミス・ユニバース1982）優勝。

## 経歴
1963年9月6日、オンタリオ州ロンドンに生まれる。父Williamは不動産会社社長、母Marionは不動産ブローカー。2人の兄弟がいる。
ロンドン中央中等教育学校卒業。
1982年、ミス・カナダ優勝。国を代表してミス・ユニバースに出場する権利を得る。
1982年7月26日、ペルーのリマで開催された第31回ミス・ユニバース世界大会で優勝、ミス・ユニバース1982となる（カナダ代表として初)。

### その後
1985年、ファッションとライフスタイルのテレビ番組The New Youの司会を務める。
1989年、ミス・ユニバース1989の共同司会者。
2011年現在、ロサンゼルスの制作会社Karen Baldwin Productions社長として番組の共同司会や広報担当者を務めるほか、カリフォルニア州のカラバサスで不動産専門家として働く。

## その他
オンタリオ州ロンドン出身の映画女優カレン・エリス・ボールドウィンは全くの別人。
1987年に俳優のジャック・スカリアと結婚し、二人の娘を儲ける。1996年に離婚。
好きなスポーツは水泳、ラケットボール、クロスカントリースキー、テニス、スカッシュ、ポロ。